# Han Geng
Dans ce nom chinois, le nom de famille, Han, précède le nom personnel Geng.
Han Geng (Chinois traditionnel : 韓庚 ; Chinois simplifié : 韩庚 ; pinyin : Hán Gēng), est un chanteur et danseur chinois né le 9 février 1984. Il est un ancien membre du groupe sud-coréen Super Junior. Il entame une carrière solo en 2010.

## Filmographie
- 2006 : Nonstop : Lui-même
- 2007 : Attack on the Pin-Up Boys : Hankyung, le joueur de Basketball
- 2009 : Stage of Youth : Xia Lei
- 2011 : The Founding of a Party : Deng Xiaoping
- 2011 : My Kingdom : Meng Erkui
- 2011 : The First President : Hu Hanmin
- 2013 : Bring Happiness Home : Guest Apparence
- 2013 : So Young : Lin Jing
- 2013 : You Don't Need Eyes to See : Ning
- 2014 : Former Raiders : Meng Yun
- 2014 : Transformers 4 : Cameo (Joueur de guitare dans un cabriolet)
- 2014 : Seek McCartney : Li Yi
- 2014 : La Bataille de la Montagne du Tigre de Tsui Hark
- 2021 :  Dynasty Warriors